# Veranderingsmanagement

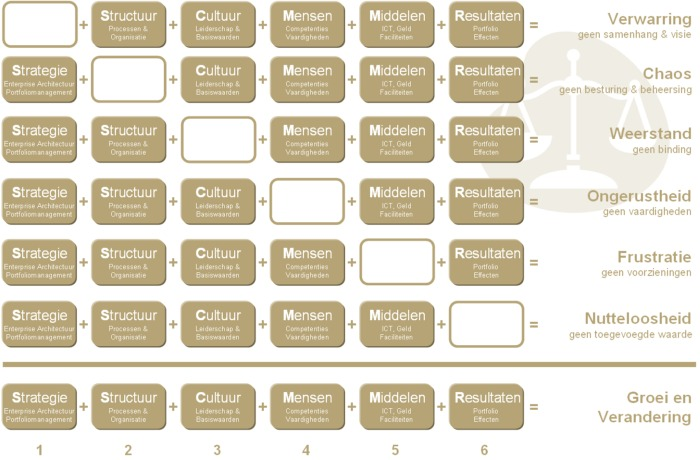
Strategie + Structuur + Cultuur + Mensen + Middelen + Resultaten = Groei en Verandering

Veranderingsmanagement of verandermanagement is een vorm van management die zich in het bijzonder bezighoudt met het veranderen van de structuur en/of de werkwijze van een bedrijf. De term is in de jaren 1980 ontstaan. Het Engelse equivalent change management wordt vaak gebruikt voor wijzigingen in de organisatie als er een nieuw of ander computersysteem wordt ingevoerd.

## Geschiedenis
Bij het ontstaan van verandermanagement bestonden er voor verandering van organisaties drie belangrijke concepten:
- Lean productie, gericht op verhoging van de efficiëntie;
- Business process reengineering, gericht op fundamentele herstructurering van bedrijfsprocessen en -structuren;
- Sociotechniek, gericht op het verbeteren van het functioneren van de mens in de organisatie.

Volgens een belangrijke vertegenwoordiger van het veranderingsmanagement, Mastenbroek (1997) moet de richting van veranderingen centraal worden vastgesteld, inclusief wat hierbij van de betrokken mensen en organisatie verwacht wordt. Dit zou mensen helpen om decentraal zelfstandig veranderingen door te zetten.

## Benaderingen
Er kan onderscheid gemaakt worden tussen gepland en spontaan veranderen.

### Gepland veranderen
Er bestaan twee benaderingswijzen bij het gepland veranderen: het ontwerpmodel en het ontwikkelmodel.
Bij het doorgaans centralistische "ontwerpmodel" tracht men vooraf zo nauwkeurig mogelijk vast te stellen welke procedures en werkinstructies nodig zijn. Dit model gaat gepaard aan een grote controlebehoefte.
Het "ontwikkelmodel" gaat uit van de inventiviteit van mensen en de flexibiliteit van de onderneming. Er is consensus over de ideale eindsituatie, maar men bepaalt in de praktijk welke procedures en werkinstructies in de praktijk nodig zijn om tot deze situatie te komen. Het ontwikkelmodel is meestal decentraal en maakt gebruik van netwerken
(virtuele organisatiestructuren). Niet controle maar vertrouwen, vrijheid en verantwoordelijkheidsgevoel staan centraal.

### Spontaan veranderen
Spontaan veranderen is een emergent proces. De verandering is hierbij niet stuurbaar, maar ontstaat in de organisatie. Theorieën als de chaostheorie en het complexiteitsdenken geven inzicht in de werking van het spontaan veranderen. Zie ook zelforganisatie.

## Ontwerpen en ontwikkelen
Richtlijnen voor het ontwerpen zijn:
- Bepalen welke bedrijfsfuncties (en de gerelateerde systeemcomponenten) het betreft: welke afdelingen zijn erbij betrokken, welke onderlinge afhankelijkheden bestaan er
- Vaststellen op welke tijden welke bedrijfsfunctie gegarandeerd beschikbaar moeten zijn (welke risico’s zijn aanvaardbaar en welke garanties noodzakelijk)
- Welke verantwoordelijkheden zijn nodig (uitgedrukt in concrete doelstellingen)
- Suggereer bestaande best practices aan de uitvoerende organisatie
- Ontwikkel een  meet- en regelsysteem, overleg n.a.v. gemeten resultaten, communiceer verbeterpunten en behaalde successen

En betreffende de ontwikkeling:
- Laat de optimale manier om storingen op te lossen vrij (ga na in hoeverre de bestaande kanalen werken, welke nieuwe taken nodig zijn)
- Onderzoek welke bevoegdheden er waar nodig blijken te zijn
- Zorg voor een streven naar continue verbetering